# 포도주 박물관 (마카오)
포도주 박물관(중국어: 葡萄酒博物馆, 포르투갈어: Museu do Vinho)은 중국 마카오 세 당구 마카오 관광 활동 센터에 위치한 포도주 박물관이다. 그랑프리 박물관과 붙어있다.